# Grovarbetare
Grovarbetare, även grovis, är en äldre benämning på de arbetare som utför de tyngsta enkla arbetena. Det är vanligt inom byggindustrin att murare och snickare har hjälp av en grovarbetare, en hantlangare, för att bära material och montera exempelvis formar.